# Projekt 11711
Projekt 11711 (russisch Большой десантный корабль проекта 11711, deutsche Transkription Bolschoi Dessantny Korabl Projekt 11711, auf Deutsch: Großes amphibisches Landungsschiff Projekt 11711; NATO-Bezeichnung: Iwan-Gren-Klasse) ist eine Klasse großer Landungsschiffe der russischen Seekriegsflotte.

## Entwicklungsgeschichte
Der Entwurf des Projekts 11711 wurde vom Newskoje-Schiffbaubüro erstellt und der Bau der Schiffsklasse erfolgt durch die Ostseewerft Jantar im russischen Kaliningrad. Das erste Schiff der Klasse, die Iwan Gren, wurde am 23. Dezember 2004 auf Kiel gelegt. Aufgrund finanzieller Probleme erfolgte die Indienststellung in die russische Nordmeerflotte allerdings erst im Jahr 2018. Ein baugleiches Schiff, die Pjotr Morgunow, wurde nach fünf Jahren Bauzeit im Jahr 2020 in die russische Marine aufgenommen. Seit 2019 befinden sich zwei weitere Einheiten im Bau, die sich hinsichtlich der Abmessungen, der Gestalt und der technischen Ausstattung deutlich von den beiden ersten Einheiten unterscheiden. Diese modernisierte Variante trägt die Bezeichnung Projekt 11711 Kaiman (russisch Кайман).
Basierend auf diesem Entwurf wurde vom Newskoje-Schiffbaubüro die Exportvariante 11711E (russisch 11711Э) entwickelt.

## Technik
Das Projekt 11711 ist für amphibische Landungsoperationen unmittelbar an der Küste ausgelegt. Jedes Schiff verfügt über ein Tor am Schiffsbug und über eine Bugrampe zum Absetzen von Fahrzeugen, Truppen und Material aus dem überdachten Transportdeck. Die Transportkapazität der ersten beiden Schiffe unterscheidet sich im Vergleich zu den Einheiten der überarbeiteten Kaiman-Variante erheblich.
Die Bewaffnung der Iwan Gren besteht aus einer doppelten 30-mm-Gatling-CIWS-Kanone vom Typ AK-630M-2 sowie zwei AK-630-Kanonen, die mit dem Feuerleitradar 5P-10-03 „Laska“ verbunden sind. Zudem gibt es zwei schwere 14,5-mm-MTPU-Maschinengewehre zur Bekämpfung von langsamen Luft-, Boden- und Seezielen im Nahbereich sowie ein Täuschkörpersystem gegen anfliegende Seezielflugkörper.

## Zuladung
- 13 T-90S[6] oder
- 36 BMP-3F oder
- 36 BTR-80 oder
- 36 BTR-82A
- etwa 300 Soldaten[7]

## Einheiten
| Kennung                                    | Name              | Bauwerft                        | Werftnummer | Kiellegung        | Stapellauf   | Indienststellung  | Flotte        | Status                                           |
| ------------------------------------------ | ----------------- | ------------------------------- | ----------- | ----------------- | ------------ | ----------------- | ------------- | ------------------------------------------------ |
| 135                                        | Iwan Gren         | Ostseewerft Jantar, Kaliningrad | 01301       | 23. Dezember 2004 | 18. Mai 2012 | 20. Juni 2018     | Nordflotte    | im Dienst                                        |
| 117                                        | Pjotr Morgunow    | Ostseewerft Jantar, Kaliningrad | 0302        | 11. Juni 2015     | 25. Mai 2018 | 23. Dezember 2020 | Nordflotte    | im Dienst und liegt seit 2022 im Schwarzen Meer. |
| Modifizierte Variante Projekt 11711 Kaiman |                   |                                 |             |                   |              |                   |               |                                                  |
|                                            | Wladimir Andrejew | Ostseewerft Jantar              | S-303       | 23. April 2019    | 30. Mai 2025 |                   | Pazifikflotte | im Bau                                           |
|                                            | Wassili Truschin  | Ostseewerft Jantar              | S-304       | 23. April 2019    | -            |                   | Pazifikflotte | im Bau                                           |